# فرودگاه زرافشان
فرودگاه زرافشان  (به انگلیسی: Zarafshan Airport) (به زبان بومی: Zarafshon Xalqaro Aeroporti) یک فرودگاه همگانی  با کد یاتا AFS است . این فرودگاه در شهر زرافشان کشور ازبکستان قرار دارد .